# West Pleasant View
West Pleasant View – jednostka osadnicza w Stanach Zjednoczonych, w stanie Kolorado, w hrabstwie Jefferson.